# 셀레네

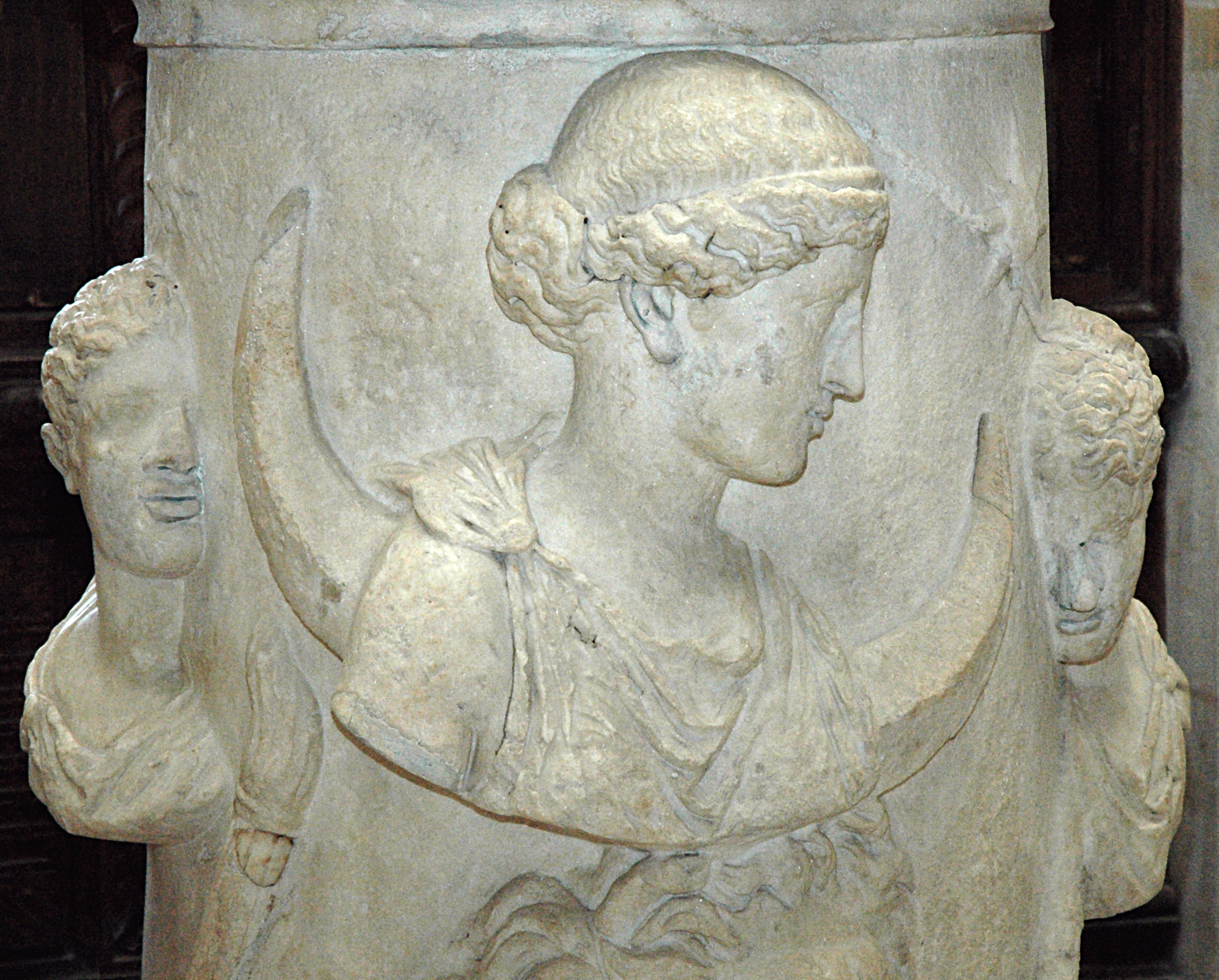

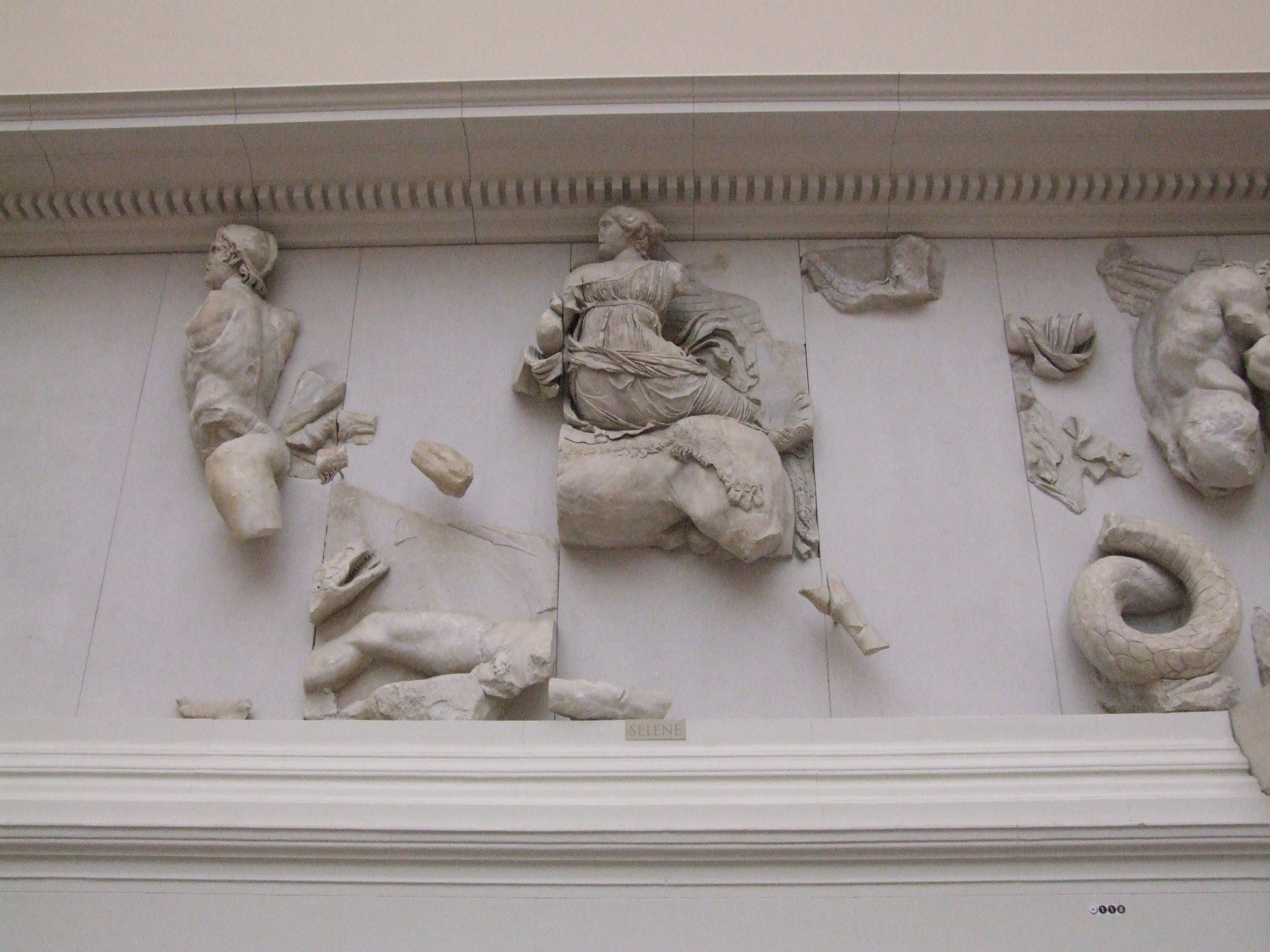

셀레네(그리스어: Σελήνη, 영어: Selene)는 그리스 신화에 있는 달의 여신이다. 티탄신족인 히페리온과 테이아의 딸이며, 사계의 여신의 어머니로, 로마 신화에서 루나(Luna)에 해당한다. 미소년 엔디미온을 사랑하여 제우스에게 영원한 생명과 영원한 잠에 빠지게 해 달라고 간청하여 제우스가 그의 소원을 들어주자, 그와의 사이에서 50명의 자녀를 낳았다.

## 같이 보기
- 셀레우코스 제국
- 셀레우키아